# Carl-Heinz Evers
Carl-Heinz Evers (* 23. Januar 1922 in Freden/Leine; † 13. August 2010 in Berlin) war ein deutscher Bildungsfachmann und Politiker der SPD (Austritt 1993). Er war von 1963 bis 1970 Schulsenator von Berlin und gilt als einer der Väter der bundesdeutschen Gesamtschule.

## Leben
Der Sohn eines Reichsbahn-Ingenieurs besuchte das Realgymnasium in Holzminden und wurde nach dem Abitur 1940 zum Arbeitsdienst und anschließend zur Kriegsmarine eingezogen. Evers heiratete während des Krieges Mechthild Schoof, die Ehe wurde jedoch schon bald wieder geschieden.
Nach der Entlassung aus sowjetischer Kriegsgefangenschaft nahm er 1946 zunächst ein Studium der Mathematik, Physik, Philosophie und Pädagogik in Halle/Saale auf. 1950 floh er nach West-Berlin und setzte sein Studium an der Freien Universität fort. Nebenher wirkte er hier bis 1952 als erster Geschäftsführer des „Amtes für gesamtdeutsche Studentenfragen“ beim Verband Deutscher Studentenschaften, das sich für politisch verfolgte und aus der DDR geflüchtete Studenten einsetzte. 1951 heiratete er Mechthild Schoof ein zweites Mal. Eine Tochter seiner Ehefrau, Ulrike, nahm er als Tochter an.
Nach dem Zweiten Staatsexamen arbeitete Evers zunächst als Lehrer in Tempelhof, wurde 1957 zum Bezirksschulrat und zwei Jahre später zum Landesschulrat (Leiter der Schulabteilung in der Senatsverwaltung für Volksbildung) ernannt. 1963 berief ihn Berlins Regierender Bürgermeister Willy Brandt schließlich zum Schulsenator.
Bereits zuvor war Evers mit einer vielbeachteten Denkschrift zur inneren Schulreform hervorgetreten. Als Schulsenator wurde er innerhalb der Kultusministerkonferenz, deren Präsident er 1969 wurde, bald einer der bekanntesten Verfechter einer Demokratisierung des Bildungswesens. 1968 legte er einen als „Evers-Modell“ bezeichneten Plan zur gleichzeitigen Reform des Schul- und Hochschulbereichs vor und gilt seither als einer der Väter der Gesamtschule und Gesamthochschule in Deutschland. Aufgrund seiner bundesweit beachteten Schulreformmodelle erhielt er mehrfach Angebote für Ministerämter in anderen Bundesländern und auch im Bund. Anfang 1970 trat er überraschend von seinem Senatorenposten zurück und begründete dies mit geplanten Abstrichen bei der Finanzierung des Schulwesens.
Auch nach seinem Rücktritt trat Evers weiter für seine schulpolitischen Vorstellungen ein und war unter anderem 1972 bis 1974 Vorsitzender der Gemeinnützigen Gesellschaft Gesamtschule. 1973 wurde er zum Honorarprofessor an der TU Berlin ernannt.
Außerdem engagierte sich Evers seit den 1980er Jahren verstärkt in der Menschenrechts- und Friedensbewegung, unter anderem als Mitglied in den Kuratorien bzw. Beiräten der Internationalen Liga für Menschenrechte, der Aktion Sühnezeichen, der Initiative Pädagoginnen und Pädagogen für den Frieden sowie der Humanistischen Union.
Der SPD war Evers bereits 1945 beigetreten, er wechselte aber nach der im Osten vollzogenen Zwangsvereinigung von SPD und KPD zur SED vorübergehend zur Ost-CDU. Nach seiner Flucht schloss er sich in West-Berlin wieder den Sozialdemokraten an und gehörte von 1970 bis 1974 dem Vorstand der Bundespartei an. 1993 trat er aus Protest gegen die Asylpolitik der SPD aus der Partei aus.